# Anisodes sticta
Anisodes sticta är en fjärilsart som beskrevs av Turner 1941. Anisodes sticta ingår i släktet Anisodes och familjen mätare. Inga underarter finns listade i Catalogue of Life.